# جوونی
جوونی نام آلبومی از حبیب محبیان است که در سال ۱۳۸۳ (۲۰۰۴) منتشر شد. در این آلبوم برای نخستین بار محمد محبیان فرزند محبیان نیز در آلبوم پدرش حضور دارد.
این آلبوم شامل ۱۷ ترانه است و یک دی‌وی‌دی نیز به همراه آن منتشر شد. مراحل ضبط آلبوم نزدیک به دو سال مابین ۲۰۰۲ تا ۲۰۰۴ به طول انجامید. خودِ حبیب از این آلبوم چندان راضی نیست و معتقد بوده که آلبوم‌های بعدش بهتر از این خواهد بود، اما در عین حال از فروشش راضی بوده است.
در حالی که این آلبوم یکی از پر فروش ترین آلبوم های موسیقی در سال ۲۰۰۳ در سطح بین‌المللی شد

## فهرست آهنگ‌ها
| نام ترانه               | خواننده                 | ترانه سرا       | آهنگساز       | تنظیم         | مدت   |
| ----------------------- | ----------------------- | --------------- | ------------- | ------------- | ----- |
| قسم                     | محمد                    | پاکسیما زکی پور | حبیب          | شوبرت آواکیان | ۳:۲۰  |
| ناز نکن                 | حبیب                    | داوود بدرخانی   | حبیب          | محمد ستاری    | ۴:۲۹  |
| بیا                     | محمد                    | پاکسیما         | حبیب          | شوبرت آواکیان | ۳:۵۰  |
| دروغ                    | حبیب                    | پاکسیما         | حبیب          | شوبرت آواکیان | ۳:۲۳  |
| جوونی                   | محمد                    | حبیب            | حبیب          | حبیب          | ۵:۱۳  |
| نازنینم                 | حبیب                    | پاکسیما         | حبیب          | حبیب          | ۵:۰۰  |
| مادر                    | حبیب                    | حبیب            | حبیب          | حبیب          | ۰۷:۰۳ |
| یادت نره                | محمد                    | پاکسیما         | حبیب          | شوبرت آواکیان | ۳:۲۲  |
| نامه                    | حبیب                    | شفیعی کدکنی     | حبیب          | حبیب          | ۵:۰۴  |
| مانکن                   | محمد                    | پاکسیما         | منوچهر چشم‌آذر | منوچهر چشم‌آذر | ۳:۳۵  |
| نگاهم                   | حبیب                    | حبیب            | حبیب          | حبیب          | ۵:۰۹  |
| غیر تو                  | محمد                    | پاکسیما         | حبیب          | حبیب          | ۴:۱۶  |
| وقتشه                   | حبیب، محمد، اندی،مکابیز | پاکسیما         | حبیب          | شوبرت آواکیان | ۵:۳۶  |
| سلام همسایه             | حبیب و محمد             | سعید قائم‌مقامی  | حبیب          | حبیب          | ۴:۳۳  |
| بیا (کلاب میکس)         | محمد                    | پاکسیما         | حبیب          | شوبرت آواکیان | ۳:۳۳  |
| یادت نره (کلاب میکس)    | محمد                    | پاکسیما         | حبیب          | شوبرت آواکیان | ۴:۲۱  |
| سلام همسایه (کلاب میکس) | حبیب و محمد             | سعید قائم‌مقامی  | حبیب          | محمد ستاری    | ۴:۴۷  |